# Ministério de Assuntos Exteriores, União Europeia e Cooperação
O Ministério de Assuntos Exteriores, União Europeia e Cooperação (em castelhano:  Ministerio de Asuntos Exteriores, Unión Europea y Cooperación) é o atual departamento ministerial encarregado da política exterior e da política de cooperação internacional, bem como as relações com a União Europeia de Espanha. Sua sede histórica é o Palácio de Santa Cruz, em Madrid. Seu atual titular é José Manuel Albares.

## Funções
São competências do ministério a direção da política exterior, a de relações com a União Europeia e a de cooperação internacional ao desenvolvimento, em conformidade com as diretrizes do Governo e em aplicação do princípio de unidade de ação no exterior.

## Estrutura
Este ministério se estrutura nos seguintes órgãos superiores:
- Secretaria de Estado de Assuntos Exteriores.
- Secretaria de Estado para la União Europeia.
- Secretaria de Estado de Cooperação Internacional e para Ibero-América e no Caribe.